# Арбайка
Арба́йка (рос. Арбайка) — присілок (колишнє селище) у складі Алнаського району Удмуртії, Росія.

## Населення
Населення — 91 особа (2010; 89 в 2002).
Національний склад станом на 2002 рік:
- удмурти — 67 %

## Урбаноніми[3]
- вулиці — Лучна, Нова, Центральна